# MMX

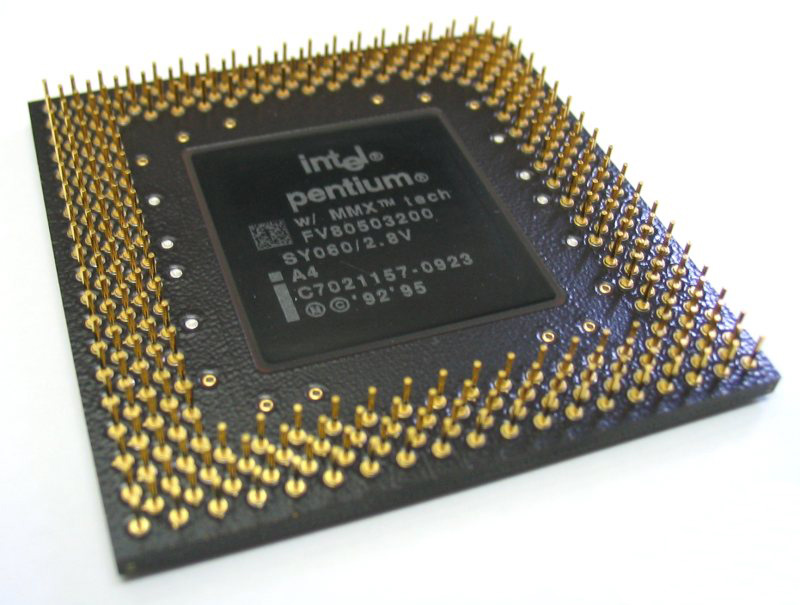
Pentium MMX

MMX é uma tecnologia lançada como marca registrada pela Intel para os seus processadores Pentium MMX em 1997.
Esta tecnologia oferece um modelo de execução SIMD simples, capaz de efectuar processamentos de dados inteiros, empacotados em registros de 64 bits. Para isso, foram criados 8 novos registros de 64 bits, mapeados sobre os registros de 80 bits já existentes na unidade de ponto flutuante.
As 47 novas instruções MMX permitem o tratamento em paralelo de diversos itens de dados do tipo inteiro de 8, 16 ou 32 bits, empacotados em grupos de 8, 4 ou 2 elementos. Para além desta possibilidade de processamento em paralelo, a tecnologia MMX disponibiliza funcionalidades orientadas para o processamento de dados multimédia, como por exemplo a aritmética com saturação.

## Instruções MMX
As 47 novas instruções MMX podem ser agrupadas em:
- instruções aritméticas
- instruções de comparação
- instruções de conversão
- instruções lógicas
- instruções de deslocamento
- instruções de transferência de dados
- instrução de inicialização (EMMS)

Todas as mnemónicas de instruções MMX (excepto a instrução EMMS) começam pela letra P que indica processamento de dados empacotados. Seguem-se caracteres que identificam a operação, o tipo de saturação e o tipo de dados utilizado, como se indica na figura seguinte.